# Hesperostipa
Genre
Hesperostipa  est un genre de plantes monocotylédones de la famille des Poaceae (graminées), sous-famille des Pooideae, originaire d'Amérique, qui comprend cinq espèces. Ce genre endémique d'Amérique du Nord a été détaché du genre Stipa.
Ce sont des plantes herbacées vivaces, cespiteuses, aux tiges (chaumes) dressées non ramifiées, pouvant atteindre 110 cm de long, aux inflorescences en panicules terminales. Les lemmes aristées portent de longues arêtes, de 50 à 225 mm de long, doublement géniculées. 

## Liste d'espèces
Selon Tropicos (3 juillet 2017) (Attention liste brute contenant possiblement des synonymes) :
- Hesperostipa comata (Trin. & Rupr.) Barkworth
- Hesperostipa curtiseta (Hitchc.) Barkworth
- Hesperostipa neomexicana (Thurb.) Barkworth
- Hesperostipa saxicola (Hitchc.) Valdés-Reyna & Barkworth
- Hesperostipa spartea (Trin.) Barkworth